# Tlumatj
Tlumatj (ukrainsk: Тлу́мач, tr. Tlúmatj, ukrainsk udtale: [ˈtlumɐtʃ]  ( hør); polsk: Tłumacz; jiddisch: טאלמיטש, tr. Talmitsh), også kaldet Tovmatj (ukrainsk: Товмач) er en lille by i den vestlige del af Ukraine. 
Tlumatj er beliggende i Ivano-Frankivsk rajon i Ivano-Frankivsk oblast og er sæde for administrationen af Tlumatj by-hromada, en af hromadaerne i Ukraine. I 2021 havde byen en befolkning på omkring 8.770.

## Historie
Fra den første deling af Polen i 1772 til 1918 var byen (med navnet Tłumacz) en del af det Det habsburgske monarki (Østrigs side efter Det østrig-ungarske kompromis 1867), leder af distriktet med samme navn, et af de 78 Bezirkshauptmannschaften i provinsen Østrigsk Galicien (Kronlandet) i 1900. 
Efter Østrig-Ungarns sammenbrud blev byen kortvarigt en del af den vestlige ukrainske republik, før den vendte tilbage til Polen, da Polen slog den invaderende Røde Hær tilbage. Ved Freden i Riga i 1921 blev den polske besiddelse af Galizien bekræftet.
Der blev åbnet et postkontor i 1858.
Tłumacz var sæde for et Powiat (distrikt) i Den anden polske republik. I 1921 var der omkring 5000 indbyggere, bestående af 3.319 polakker og 1.395 jøder, 999 ukrainere. Ukrainerne dominerede i landsbyerne omkring Tlumatj.